# Мансидан
Мансидан (порт. Mansidão) — муниципалитет в Бразилии, входит в штат Баия. Составная часть мезорегиона Крайний запад штата Баия. Входит в экономико-статистический микрорегион Котежипи. Население составляет 11 597 человек на 2006 год. Занимает площадь 3142,825 км². Плотность населения — 3,7 чел./км².
Праздник города — 25 февраля.

## История
Город основан в 1985 году.

## Статистика
- Валовой внутренний продукт на 2003 год составляет 19 223 811,00 реалов (данные: Бразильский институт географии и статистики).
- Валовой внутренний продукт на душу населения на 2003 год составляет 1694,62 реалов (данные: Бразильский институт географии и статистики).
- Индекс развития человеческого потенциала на 2000 год составляет 0,638 (данные: Программа развития ООН).